# Jeux d'Asie du Sud-Est de 1967
 (août 2019).
Si vous disposez d'ouvrages ou d'articles de référence ou si vous connaissez des sites web de qualité traitant du thème abordé ici, merci de compléter l'article en donnant les références utiles à sa vérifiabilité et en les liant à la section « Notes et références ».
Navigation
Édition précédente Édition suivante
La quatrième édition des Jeux d'Asie du Sud-Est s'est tenue du 9 au 16 décembre 1967 à Bangkok. C'est la deuxième fois que la capitale thaïlandaise accueille cette compétition.

## Pays participants
La compétition a réuni des athlètes provenant de six pays. Parmi les pays participants habituellement, seul le Cambodge est absent.
Le Laos est la seule nation à n'obtenir aucune médaille. La Thaïlande, pays organisateur, termine largement en tête du tableau des médailles :
| Rang | Nation      | Or | Argent | Bronze | Total |
| ---- | ----------- | -- | ------ | ------ | ----- |
| 1    | Thaïlande   | 77 | 48     | 40     | 165   |
| 2    | Singapour   | 28 | 31     | 28     | 87    |
| 3    | Malaisie    | 23 | 29     | 43     | 95    |
| 4    | Birmanie    | 11 | 26     | 32     | 69    |
| 5    | Sud-Vietnam | 6  | 10     | 17     | 33    |
| 6    | Laos        | 0  | 0      | 0      | 0     |

## Sports représentés
16 sports sont représentés. Deux disciplines sont rajoutées au 14 du programme de l'édition de 1965 : la voile et le rugby à XV.
- Athlétisme
- Badminton
- Basket-ball
- Boxe
- Cyclisme
- Football
- Judo
- Force athlétique
- Natation
- Rugby à XV
- Sepak takraw
- Tennis
- Tennis de table
- Tir sportif
- Voile
- Volley-ball